# Beilschmiedia preussii
Espèce
Synonymes
- Afrodaphne preussii (Engl.) Stapf[1]
- Afrodaphne preussii Stapf[2]
- Beilschmiedia preussii Engler Engler (préféré par UICN)[2]
- Tylostemon preussii (Engl.) Stapf[1] [2]

Statut de conservation UICN

 CR A1c+2c : 
En danger critique
Beilschmiedia preussii est une espèce de plantes à fleurs de la famille des Lauraceae et du genre Beilschmiedia selon la classification phylogénétique.

## Étymologie
Son nom rend hommage au botaniste allemand Carl Traugott Beilschmied, l'épithète spécifique preussii à son compatriote Paul Rudolph Preuss, fondateur du Jardin botanique de Limbé.

## Découverte et description
Beilschmiedia preussii est une plante endémique du Cameroun. Cette espèce est uniquement connue à partir d'un échantillon collecté au Mont Cameroun il y a un siècle. Elle pourrait déjà être éteinte. Sa principale menace est la dégradation de la forêt par l'expansion de l'agriculture familiale, l'habitat et les plantations d'hévea et de palmiers.